# Guerra de Indochina (1975-1991)
La guerra de Indochina de 1975 a 1991, a veces referido como la tercera guerra de Indochina, fueron unas series de conflictos armados interconectados, principalmente entre los diversos Estados comunistas por la influencia estratégica en Indochina después del colapso de  Vietnam del Sur y la República Jemer, y la caída del Reino de Laos. El conflicto representó la influencia de la ruptura sino-soviética y la disolución de la unidad de los regímenes de izquierda del Sudeste Asiático continental para aliarse con una de las dos potencias comunistas.
La guerra comenzó principalmente debido a las continuas incursiones de los Jemeres Rojos en territorio vietnamita que intentaron retomar territorio que llegó a pertenecer anteriormente al Imperio Jemer. Estas incursiones darían lugar a la guerra camboyano-vietnamita en la que el Vietnam recién unificado derrocó a la Kampuchea Democrática de Pol Pot y sus Jemeres Rojos, poniendo fin a su vez al genocidio camboyano. Vietnam había instalado la República Popular de Kampuchea, con muchos opositores de Pol Pot y liderados por Hun Sen. Esto llevó a la ocupación de Camboya por Vietnam durante más de una década. El empuje vietnamita para destruir por completo a los Jemeres Rojos los llevó a realizar redadas fronterizas entre los límites de Camboya y Tailandia, porque este último país les había proporcionado refugio.
China se opuso enérgicamente a la invasión de Camboya. Las fuerzas armadas chinas lanzaron una operación punitiva en la guerra sino-vietnamita en febrero de 1979 y atacaron las provincias del norte de Vietnam, decididas a contener la influencia soviética/vietnamita y evitar ganancias territoriales en la región que perjudicaran los intereses geopolíticos del Partido Comunista de China.
Con el fin de adquirir el control total sobre Camboya, el Ejército Popular de Vietnam necesitaba desalojar a los líderes y unidades restantes de los Jemeres Rojos, que se habían retirado a las áreas remotas a lo largo de la frontera entre Camboya y Tailandia. Después de la Conferencia de Paz de París en 1989, las fuerzas vietnamitas se retiraron del territorio camboyano. Finalmente, los compromisos regulares de las tropas en la región terminaron después de la conclusión de los Acuerdos de Paz de París de 1991.
En Laos, la insurgencia que comenzó en 1975 por parte del grupo étnico miao contra el entonces nuevo gobierno del Pathet Lao para la década de 1990 se volvió un conflicto congelado que sobrepasó el tiempo de la tercera guerra de Indochina.  Dicha insurgencia llegó formalmente a una conclusión entre 2007-2008, con el apoyo del gobierno tanto de China como de Vietnam.

## Contextos

### Discordia entre China y la Unión Soviética
Después de la muerte de Iósif Stalin en 1953, Nikita Jrushchov se convirtió en líder de la Unión Soviética. Su denuncia contra el régimen de Stalin y sus purgas, la introducción del deshielo de Jrushchov y una política exterior de coexistencia pacífica con Occidente enfurecieron al liderazgo de China. Mao Zedong había estado siguiendo un estricto curso estalinista, que insistía en el culto a la personalidad como fuerza unificadora de la nación. Los desacuerdos sobre la asistencia técnica para el desarrollo de armas nucleares y las políticas económicas básicas de China alienaron aún más a los soviéticos y chinos como fuerzas opuestas de influencia comunista en todo el mundo. A medida que los movimientos de liberación nacional descolonizadores comenzaron a acelerarse en la década de 1960 y muchos de esos territorios se hundieron en la violencia, ambas potencias comunistas compitieron por el control político de las diversas naciones o facciones rivales en las luchas de las guerras civiles en curso. Doctrinas estratégicas y políticas chinas y soviéticas cada vez más divergentes habían aumentado la división sino-soviética de mediados de la década de 1950.

### Acontecimientos políticos durante la guerra de Vietnam
La República Democrática de Vietnam (Vietnam del Norte), que había optado por aliarse con la URSS, justificó las incursiones en los vecinos reinos de Laos y Camboya durante la guerra de Vietnam en referencia al carácter internacional de la revolución comunista, donde "Indochina es una única unidad estratégica, un solo campo de batalla y el papel fundamental del Ejército Popular de Vietnam para lograrlo". Sin embargo, este internacionalismo se vio obstaculizado por complicadas realidades históricas regionales, como las "oposiciones intemporales entre los chinos y los vietnamitas por un lado y los vietnamitas y los jemeres por el otro". Vietnam del Norte intervino en la guerra civil entre el Real Ejército Lao y la guerrilla Pathet Lao hasta el establecimiento de la República Democrática Popular Lao y el "Tratado de Amistad y Cooperación" firmado en julio de 1977. Las tropas norvietnamitas estacionadas permanentemente aseguraron y mantuvieron suministros vitales de rutas y lugares estratégicos de parada (sendero Ho Chi Minh). A partir de 1958, las tropas de combate vietnamitas del norte y del sur también comenzaron a infiltrarse en las selvas remotas del este de Camboya, donde continuaron el camino de Ho Chi Minh. Los insurgentes comunistas camboyanos se habían unido a estos santuarios a finales de la década de 1960. Aunque hubo cooperación, los combatientes del Partido Comunista de Kampuchea no adoptaron las doctrinas socialistas modernas de la URSS y finalmente se aliaron con China.
La completa retirada estadounidense eliminó instantáneamente al principal y común adversario de todas las potencias comunistas. Los regímenes comunistas de Camboya, Vietnam y Laos juraron lealtad a una de estas dos facciones opuestas. Las hostilidades que siguieron fueron alimentadas por animosidades nacionalistas entre Vietnam y Camboya, y - particularmente - Vietnam y China.

## Guerra

### Invasión a Camboya

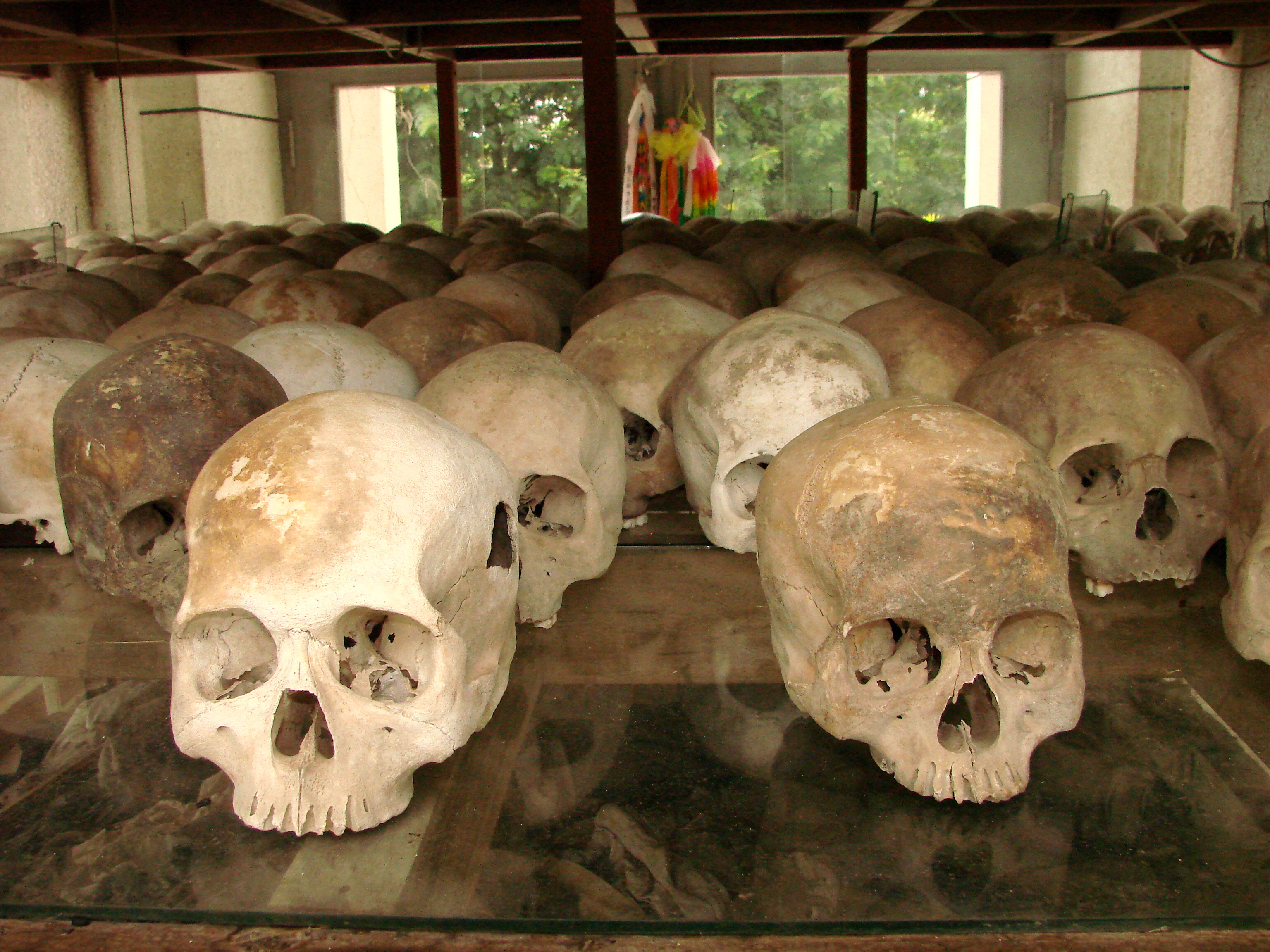
La Kampuchea Democrática ejecutó entre 1,6 y 1,8 millones de jemeres durante el genocidio camboyano. Los Jemeres Rojos también invadieron y masacraron Ba Chúc en Vietnam y asesinaron a 3.157 civiles vietnamitas, lo que llevó a Vietnam a invadir Camboya a pesar de pertenecer a la misma línea ideológica comunista.

Después de la caída de Saigón y Nom Pen en abril y mayo de 1975 y la posterior toma del poder comunista en Laos cinco meses después, Indochina estuvo dominada por regímenes comunistas. Los enfrentamientos armados en la frontera entre la Kampuchea Democrática y el Vietnam unificado pronto estallaron y se intensificaron a medida que las fuerzas de los Jemeres Rojos avanzaron profundamente en territorio vietnamita, asaltaron pueblos y mataron a cientos de civiles. Vietnam contraatacó y en diciembre de 1978, las tropas del ejército vietnamita invadieron Camboya, llegaron a Nom Pen en enero de 1979 y a la frontera camboyano-tailandesa en la primavera de 1979.
Sin embargo, como China, Estados Unidos y la mayoría de la comunidad internacional se opusieron a la campaña vietnamita, los jemeres rojos restantes lograron establecerse permanentemente en la región fronteriza entre Tailandia y Camboya. En una reunión del Consejo de Seguridad de las Naciones Unidas, siete miembros no alineados redactaron una resolución para un alto el fuego y la retirada de Vietnam que fracasó debido a la oposición de la Unión Soviética y Checoslovaquia. Tailandia toleró la presencia de los jemeres rojos en su suelo, ya que ayudaron a contener a las guerrillas domésticas vietnamitas y tailandesas. En el transcurso de la década siguiente, el Partido Comunista de Kampuchea recibió un apoyo considerable de los enemigos de Vietnam y sirvió como herramienta de negociación en la realpolitik de Tailandia, China, la ASEAN y los Estados Unidos.

#### Conflicto en la frontera Camboya-Tailandia
Las fuerzas de los Jemeres Rojos operaron desde el interior del territorio tailandés y atacaron al gobierno de la República Popular de Kampuchea, pro-Vietnam. De manera similar, las fuerzas vietnamitas atacaron con frecuencia las bases de los Jemeres Rojos dentro de Tailandia. Finalmente, las tropas regulares tailandesas y vietnamitas se enfrentaron en varias ocasiones durante la década siguiente. La situación se agravó debido a que la soberanía territorial de Tailandia fue violada en numerosas ocasiones. Los intensos combates con muchas bajas resultaron de enfrentamientos directos entre las tropas vietnamitas y tailandesas. Tailandia aumentó la fuerza de las tropas, compró nuevo equipo y construyó un frente diplomático contra Vietnam y China.

### Conflicto sino-vietnamita
China atacó Vietnam en respuesta a la ocupación vietnamita de Camboya, entró en el norte de Vietnam y capturó varias ciudades cerca de la frontera. El 6 de marzo de 1979, China declaró que su misión punitiva había tenido éxito y se retiró de Vietnam. Sin embargo, tanto China como Vietnam se adjudicaron la victoria. El hecho de que las fuerzas vietnamitas continuaran en Camboya durante otra década implica que la campaña de China fue un fracaso estratégico. Por otro lado, el conflicto había demostrado que China había logrado impedir el apoyo soviético efectivo a su aliado vietnamita.
A medida que las fuerzas siguieron movilizadas, el ejército vietnamita y el ejército popular de liberación chino se involucraron en otra serie de disputas fronterizas y enfrentamientos navales que duraron hasta 1990. Estos enfrentamientos, en su mayoría locales, por lo general se agotaban en enfrentamientos prolongados, ya que ninguna de las partes consiguió logros militares a largo plazo. A fines de la década de 1980, el Partido Comunista de Vietnam (PCV) comenzó a adoptar su política Đổi mới (renovación) y a reconsiderar su política hacia China en particular. Se ha reconocido que las relaciones hostiles prolongadas con China eran perjudiciales para las reformas económicas, la seguridad nacional y la supervivencia del gobierno vietnamita. Varias concesiones políticas abrieron el camino para el proceso de normalización de 1991 con lo que se finalizó la guerra de Indochina.